# 阿里貝伊島

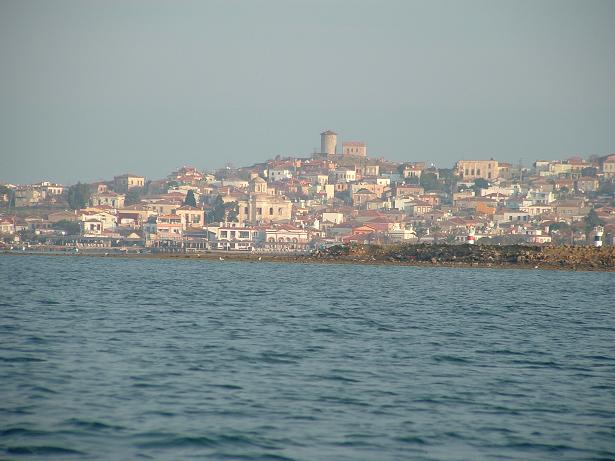

阿里貝伊島是土耳其的島嶼，位於愛琴海西北部，距離希臘萊斯博斯島16公里，由巴勒克埃西爾省負責管轄，面積23平方公里，2000年人口約5,000。